# Neustetten
Neustetten ist eine Gemeinde im Landkreis Tübingen in Baden-Württemberg. Sie gehört zur Region Neckar-Alb und zur Randzone der europäischen Metropolregion Stuttgart. Die Gemeinde Neustetten ist in der näheren Umgebung auch als „Stäble“ bekannt.

## Geographie

### Geographische Lage
Neustetten liegt im Oberen Gäu nordöstlich des Neckarlaufes.

### Nachbargemeinden
Die Markung von Neustetten ist fast komplett von der Stadt Rottenburg am Neckar umschlossen, nur mit einem kleinen Teilstück grenzt die Gemeinde Bondorf, Landkreis Böblingen, an Neustetten an.

### Gemeindegliederung
Die Gemeinde besteht aus den früheren Gemeinden Nellingsheim, Remmingsheim und Wolfenhausen. Im Gebiet der früheren Gemeinde Nellingsheim liegen das Dorf Nellingsheim und das 1838 erbaute Gehöft Ziegelhütte. Im Gebiet der früheren Gemeinde Remmingsheim liegen das Dorf Remmingsheim, das Gehöft Kelterhöfe, 1971 benannte Aussiedlerhöfe, und das Haus Bronnenmühle, das 1312 erstmals genannt wurde. Zur früheren Gemeinde Wolfenhausen gehörte lediglich das Dorf Wolfenhausen.
Im Gemeindegebiet liegen einige abgegangene, heute nicht mehr bestehende Ortschaften oder werden im Gemeindegebiet vermutet. Nicht mit Sicherheit belegt ist die abgegangene Ortschaft Anhausen im Gebiet der früheren Gemeinde Nellingsheim ebenso wie die abgegangene Ortschaft Himelzheim im Gebiet der früheren Gemeinde Remmingsheim. Im Südwesten der früheren Gemeinde Wolfenhausen liegt die abgegangene Ortschaft Stetten in der heutigen Flur Stettener Feld.

### Schutzgebiete
Neustetten hat Anteil am Landschaftsschutzgebiet Oberes Neckartal mit den Seitentälern Rommelstal, Starzeltal und Eyachtal und am FFH-Gebiet Neckar und Seitentäler bei Rottenburg.

## Geschichte
Zu Zeiten des Herzogtums Württemberg gehörten Nellingsheim, Remmingsheim und Wolfenhausen zum Unteramt (oder auch Stabsamt) Remmingsheim („Remmingsheimer Stäble“)  im Amt Herrenberg. Bei der Umsetzung der neuen Verwaltungsgliederung im 1806 gegründeten Königreich Württemberg wurden die drei Orte 1808 dem Oberamt Rottenburg zugeordnet. Durch die  Kreisreform während der NS-Zeit in Württemberg gelangten die Dörfer 1938 zum Landkreis Tübingen. 1945 wurden die drei Gemeinden Teil der Französischen Besatzungszone und kamen somit zum neu gegründeten Land Württemberg-Hohenzollern, welches 1952 im Land Baden-Württemberg aufging.
Neustetten wurde am 1. Dezember 1971 im Rahmen der Gemeindereform durch den Zusammenschluss der Gemeinden Nellingsheim, Remmingsheim und Wolfenhausen gegründet.
Der neu gewählte Name der Gemeinde bezieht sich auf eine untergegangene Siedlung namens „Stetten“ auf der Markung Wolfenhausens.
Der noch heute lebendige geographische Begriff „Stäble“ hat seinen Namen von dem Gerichtsstab des Remmingsheimer Schultheißen oder Vogtes, dessen „Stabsgericht“ auch für die Orte Wolfenhausen und Eckenweiler zuständig war.

Die historischen Wappen der früheren Gemeinden
Nellingsheim
Remmingsheim
Wolfenhausen

## Politik

### Bürgermeister
Der Bürgermeister wird für eine Amtszeit von acht Jahren gewählt. Die derzeitige Amtszeit von Gunter Schmid endet 2028. Er wurde im Januar 2020 mit 99,7 Prozent der Stimmen ohne Gegenkandidat im Amt bestätigt.
- 1950–1972 Paul Haigis
- 1972–2004: Rudolf Maier
- seit 2004: Gunter Schmid

### Gemeinderat
Der Gemeinderat in Neustetten besteht aus den 12 gewählten ehrenamtlichen Gemeinderäten und dem Bürgermeister als Vorsitzendem. Der Bürgermeister ist im Gemeinderat stimmberechtigt. Die Kommunalwahl am 9. Juni 2024 führte zu folgendem Ergebnis:
| Freie Wählergemeinschaft          | 10 Sitze | 82,7 % | 2019: 9 Sitze |
| Wählerinitiative Neustetten (WIN) | 2 Sitze  | 17,3 % | 2019: 3 Sitze |
| Unabhängige Liste–Die Alternative | 0 Sitze  | 0 %    | 2019: 0 Sitze |

### Wappen
Der weiße Sparren stammt aus dem Nellingsheimer Wappen. Der schwarze Schwurstab war sowohl im Wolfenhausener als auch im Remmingsheimer Wappen zu finden und ist auf den Gerichtsstab des Remmingsheimer Schultheiß zurückzuführen, dessen „Stabsgericht“ auch für Wolfenhausen und Eckenweiler (heute Teilort von Rottenburg) zuständig war. Die Sterne wurden aus dem Remmingsheimer Wappen übernommen und symbolisieren die 3 Ortsteile.

### Partnerschaften
Im Rahmen der Festveranstaltung 20 Jahre Neustetten schloss am 30. November 1991 in Remmingsheim die sächsische Gemeinde Oberbobritzsch mit Neustetten eine Partnerschaft. Diese besteht mit der Gemeinde Bobritzsch-Hilbersdorf fort, die aus zwei Gemeindezusammenschlüssen hervorging.

## Kultur und Sehenswürdigkeiten

### Museum
Das Heimatmuseum Neustetten, das älteste kommunale Museum im Landkreis Tübingen, zeigt eine Fülle von Gegenständen aus den Teilorten von Neustetten. Neben Sammlungsbereichen wie der Land- und Hauswirtschaft und einigen Handwerken, finden sich zwei größere Sammlungsbereiche, die Flachsverarbeitung und der Hopfenanbau.

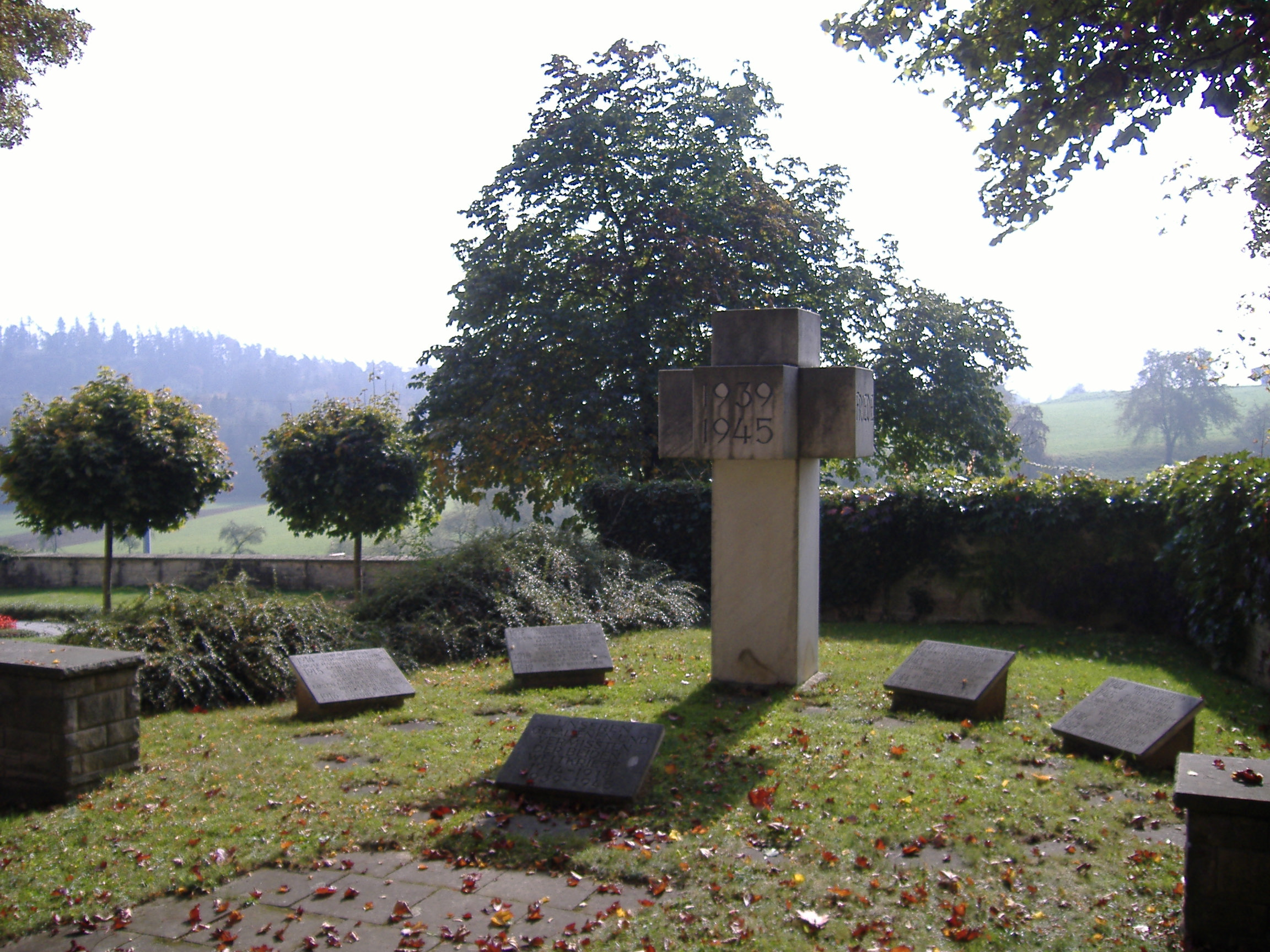
Mahnmal für die Gefallenen und Vermissten der beiden Weltkriege am Wolfenhausener Friedhof

### Bauwerke
- Evangelische Michaelskirche im Ortsteil Wolfenhausen
- Evangelische Kirche im Ortsteil Nellingsheim
- Evangelische Peterskirche im Ortsteil Remmingsheim

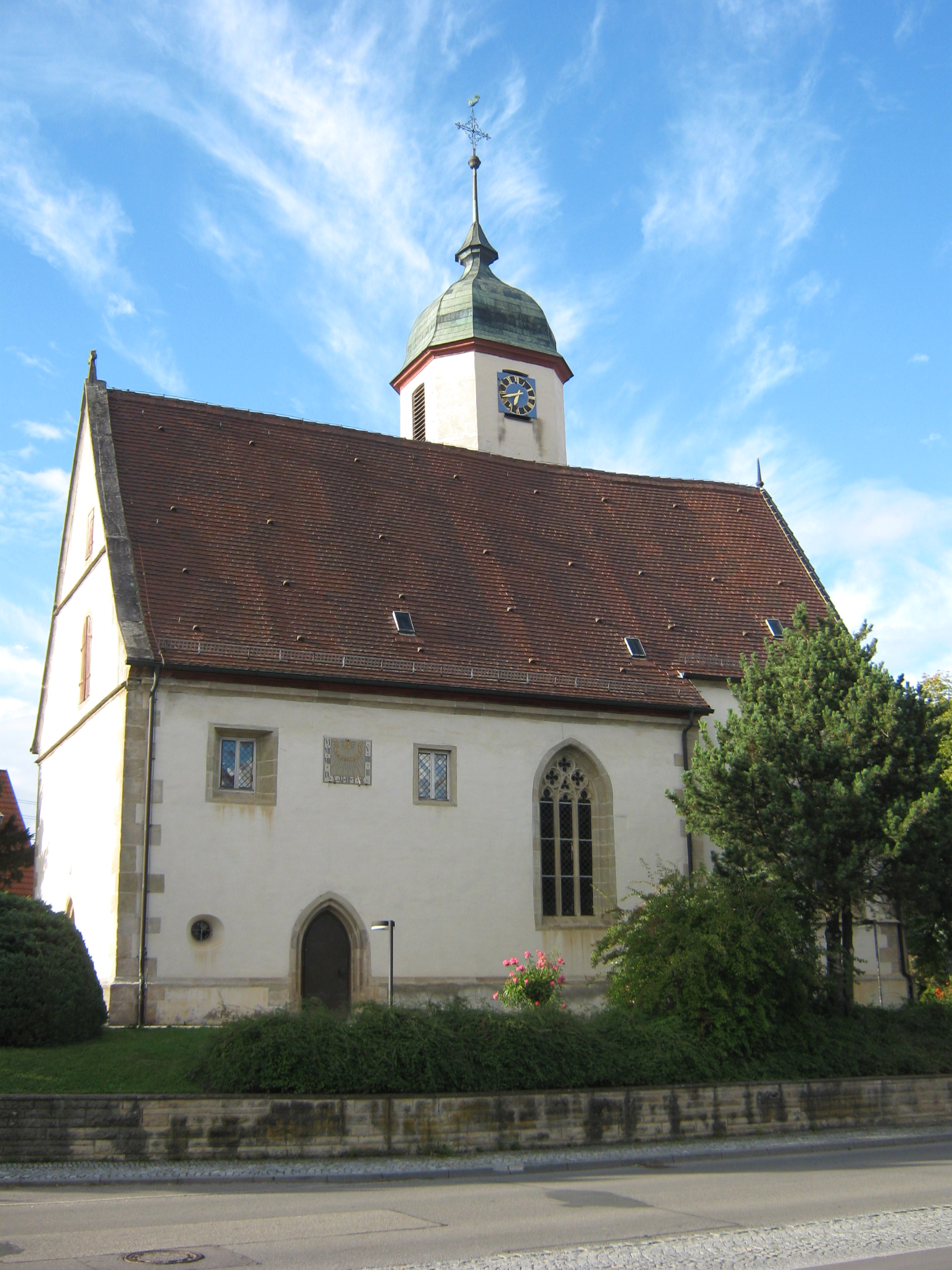
Remmingsheim, Peterskirche

## Wirtschaft und Infrastruktur

### Verkehr
Die Bundesautobahn 81 führt am Rand des Gemeindegebiets vorbei. Die Anschlussstelle Rottenburg ist über die Bundesstraße 28 (vor 2018 B28a) erreichbar.
Der öffentliche Nahverkehr wird durch den Verkehrsverbund Neckar-Alb-Donau (naldo) gewährleistet. Die Gemeinde befindet sich in dessen Wabe 112.

## Bevölkerung
Entwicklung der Einwohnerzahl:
| Jahr | Einwohner |
| ---- | --------- |
| 1990 | 2.599     |
| 2001 | 3.340     |
| 2011 | 3.393     |
| 2021 | 3.758     |

## Persönlichkeiten

### Söhne und Töchter der Gemeinde
- Andreas Kommerell (1741–1824), geboren in Nellingsheim, Tübinger Gastwirt und Reichsposthalter sowie Rats- beziehungsweise Gerichtsverwandter
- Heinrich Christoph Wilhelm von Sigwart (1789–1844), geboren in Remmingsheim, Generalsuperintendent der evangelischen Landeskirche in Hall, Landtagsabgeordneter
- Richard Schuh (1920–1949), geboren in Remmingsheim, der letzte in Westdeutschland hingerichtete Verbrecher